# Hallering
Hallering é uma comuna francesa na região administrativa de Grande Leste, no departamento de Mosela. Estende-se por uma área de 3,55 km². Em 2010 a comuna tinha 117 habitantes (densidade: 33 hab./km²).